# 今野義雄
今野義雄（日语：／ Konno Yosio */?，1966年12月14日—）是日本企業家、音樂製作人。同時也是日本索尼音樂娛樂公司的總經理、索尼音樂廠牌的執行董事、乃木坂46合同會社代表、Seed & Flower合同會社代表。乃木坂46營運委員會委員長、櫸坂46（櫻坂46）營運委員會委員長、日向坂46營運委員會委員長。
是坂道系列的最高負責人，也是坂道系列能大獲成功的關鍵推手。

## 經歷
1966年12月14日出生。立教大學畢業。
來自坂道系列的總合製作人秋元康的一句話為「今野」，在坂道系列的成員之間以「今野先生」（今野さん）稱呼居多、就如《＃乃木坂世界旅 今野先生別管了!》這樣，也成為了電視節目的標題。
作為日本索尼音樂廠牌的 A&R 製作人，參與製作了許多音樂家，如石井龍也、Hysteric Blue、YUI、伊藤由奈等，也以澤尻英龍華、黑木梅沙女演員的歌手身份成功出道。
2011年，今野錯過了最初簽約的AKB48的索尼音樂，轉任為乃木坂46的營運委員會委員長，負責創意管理及整個內部營運工作。自2015年起，今野還擔任櫻坂46的營運委員會委員長。
如果說秋元康是決定AKB48集團與乃木坂46集團整體方針的總合製作人，那麼今野則是為乃木坂與欅坂制定更具體方向的人，從她們的藝能活動內容到形象策略，都由他來決定，並統籌整個坂道系列的營運。此外，雖然最終由總合製作人秋元康決定乃木坂與欅坂的成員，但從數萬名候選者中篩選到剩下100人的是今野。他以「不那麼像職業藝人，但具備讓人喜愛的人格特質」作為最低條件來挑選成員。在選拔審查過程中，他也透露自己特別重視「穿衣服一定會很合適的孩子」，並表示：「其實關鍵在骨架。我們的成員站在一起時，會展現出一定程度統一的美感，是因為她們的腿都很漂亮」，揭示他對腳部線條美的重視。
乃木坂46的產品企劃，從成立之初就在鏡頭前捕捉到了他們的成長過程，以及每個成員的個人PV等項目，都受到了粉絲的好評，據說沒有他，銷量就會不到一半，他也被稱為是乃木坂46及櫻坂46的背後的推動力。
2022年5月15日，在橫濱日產體育館舉辦的乃木坂46 10週年LIVE「乃木坂46 10th YEAR BIRTHDAY LIVE」，今野負責公演前注意事項的旁白說明，並對慶祝乃木坂46出道10週年表示感謝。
此外，於2023年5月18日在東京巨蛋舉行的「齋藤飛鳥畢業演唱會」的第二天，與乃木坂46合同會社的經理菊地氏共同擔任旁白，菊地氏向在團體11年最後的一期生齋藤飛鳥表示感謝。最後今野與在會場裡的粉絲一起喊出乃木坂46的圓陣（「努力、感謝、笑容，我們是上進的乃木坂46！」）。
2025年4月1日起，今野就任日本索尼音樂娛樂公司的總經理、索尼音樂廠牌的執行董事役員專務。